# ФК Носта (Новотроицк)
„Носта“ е футболен клуб в гр. Новотроицк, Оренбургска област, Русия. Нарича се „Металург“ до 1995 г.

## История
Отборът е основан през 1991 г. под името „Металург“ и участва в 4-та по сила лига на СССР. От основаването на шампионата на Русия играе във втора дивизия. През 1995 г. е преименуван на „Носта“ и участва в зона Център. През 1999 г. е преместен в зона Урал; печели надпреварата в своята зона и побеждава „Металург-Кузбасс“ в плейофите. Още в дебютния си сезон в 1 дивизия „Носта“ изпада. През сезон 2001 отборът изживява сериозна финансова криза и разпродава водещи играчи. Успява да се класира в 1 дивизия чак през 2007 г., а през 2008 г. отборът завършва на 5-а позиция. През сезон 2009 отборът заема 16 място и изпада от шампионата. В сезон 2010 е 12-и във Втора дивизия. През 2011/12 заема последното 14 място, но въпреки това остава във 2 дивизия.